# Cirrhilabrus walshi
Cirrhilabrus walshi Randall & Pyle, 2001 è un pesce d'acqua salata appartenente alla famiglia Labridae.

## Distribuzione e habitat
Proviene dalle barriere coralline dell'oceano Pacifico, localizzato soltanto da Samoa. Nuota ad una profondità di circa 46 m.

## Descrizione
Presenta un corpo compresso lateralmente, allungato e non particolarmente alto, con la testa dal profilo appuntito. Il corpo è completamente rosso con delle macchie bianche poco definite. La pinna dorsale e la pinna anale sono lunghe, la prima è anche abbastanza alta, ed è gialla con delle macchie blu circolari. La pinna caudale non è biforcuta.
La lunghezza massima registrata è di 6,3 cm.

## Riproduzione
È oviparo e la fecondazione è esterna; non ci sono cure verso le uova.

## Conservazione
Come la maggior parte delle specie appartenenti al genere Cirrhilabrus è ricercato per l'acquariofilia. Nonostante l'areale piuttosto ristretto, questa minacce non sembra incidere particolarmente sulla popolazione di questa specie, che quindi viene classificata come "a rischio minimo" (LC).
È inoltre presente in alcune aree marine protette.